# Bartosz Piasecki
Bartosz Mariusz Piasecki (* 9. Dezember 1986 in Tczew, Polen) ist ein norwegischer Degenfechter.

## Karriere
Bartosz Piasecki zog mit seiner Familie 1988 nach Norwegen, wo er im Alter von acht Jahren mit dem Fechten begann. Trainer war sein Vater Mariusz Piasecki, der für Norwegen bei der Weltmeisterschaft 2002 antrat. Auch Piaseckis Schwester nahm den Fechtsport auf.
Bei den Olympischen Spielen 2012 in London stand er nach Siegen gegen Yannick Borel im Viertelfinale und gegen Jung Jin-sun im Halbfinale im Gefecht um Gold. Dort traf er auf Rubén Limardo, dem er mit 10:15 unterlegen war. Für den Gewinn der Silbermedaille erhielt er die Auszeichnung Fearnleys olympiske ærespris. 2015 gewann er bei den Europaspielen nach einer Halbfinalniederlage gegen Sergei Chodos die Bronzemedaille.
Piasecki hat einen Informatikabschluss von der Universität Oslo.